# Xanthina flagellifera
Xanthina flagellifera är en tvåvingeart som beskrevs av Robinson 2003. Xanthina flagellifera ingår i släktet Xanthina och familjen styltflugor.
Artens utbredningsområde är Costa Rica. Inga underarter finns listade i Catalogue of Life.